# Raymond Penblanc
Raymond Penblanc est un écrivain français, auteur de romans et de nouvelles, né en Bretagne en 1945.

## Biographie
Raymond Penblanc est né en Bretagne en 1945. Il commence à publier de la poésie chez Guy Chambelland et dans la revue Contrordre http://www.revues-litteraires.com/articles.php?lng=fr&pg=3584 , et écrit son premier roman en 1975. Il est à ce jour l'auteur publié de neuf romans et de plusieurs nouvelles ou novellas. Il a également publié des nouvelles en revues numériques (Le Tiers Livre, La Revue des Ressources, remue.net, Les éditions de l'Abat-jour) et en revues papier (Brèves, Harfang, La Femelle du Requin…).
La Maison des Écrivains et de la Littérature (MEL) compare volontiers ses univers à ceux d'André Dhôtel, de Julien Gracq ou de Maurice Pons. L'écriture de Raymond Penblanc part d'un « regard à ras-de-terre » pour mieux s'envoler vers les hauteurs de la lumière et de la poésie, à la manière du personnage de Phénix, un adolescent en proie à ses tourments qui s'échappe grâce à sa voix d'ange. Sa quête d'une « transcendance pleine de grâce et de caprice » est aussi celle des laissés-pour-compte de l'institution scolaire décrite dans L'Ange gardien, le redoutable pensionnat de la Mère-Dieu.

Ce rapport à l'enfance et à l'adolescence est une source essentielle de son œuvre. Il déclare lui-même n'être pas sorti « du monde de l’enfance et de l’adolescence » :
J’ai toujours tenu à attribuer à l’enfance une dimension créatrice, enfants poètes, enfants peintres, musiciens, chanteurs, danseurs, jongleurs, etc. – sans en faire pour autant des singes savants. Parce que l’essentiel de son activité est concentrée autour du jeu, parce qu’il se réfugie volontiers dans l’imaginaire, l’enfant est par nature, par essence, créateur, y compris de lui-même et de ce qu’il deviendra plus tard.
Prête-moi ta plume, paru en 2015, est une autobiographie en forme d'hommage à la mère de l'auteur : le personnage de Jeanne, dont la vie parcourt le vingtième siècle depuis son village du Finistère sur les rives de l'Isole, transmet à son fils la passion des histoires et son corollaire : l'envie d'écrire.
Raymond Penblanc vit aujourd'hui dans les Alpes-de-Haute-Provence.